# Liste der Biografien/Stuy
Liste der Biografien |
Portal Biografien |
Personensuche
# |
A |
B |
C |
D |
E |
F |
G |
H |
I |
J |
K |
L |
M |
N |
O |
P |
Q |
R |
S |
T |
U |
V |
W |
X |
Y |
Z |
?
 
Sa |
Sb |
Sc |
Sd |
Se |
Sf |
Sg |
Sh |
Si |
Sj |
Sk |
Sl |
Sm |
Sn |
So |
Sp |
Sq |
Sr |
Ss |
St |
Su |
Sv |
Sw |
Sy |
Sz
 
Sta |
Ste |
Sth |
Sti |
Stj |
Stl |
Sto |
Str |
Sts |
Stt |
Stu |
Stv |
Stw |
Sty
 
Stua |
Stub |
Stuc |
Stud |
Stue |
Stuf |
Stug |
Stuh |
Stui |
Stuj |
Stuk |
Stul |
Stum |
Stun |
Stup |
Stur |
Stus |
Stut |
Stuu |
Stuv |
Stuw |
Stux |
Stuy
Die Liste der Biografien führt alle Personen auf, die in der deutschsprachigen Wikipedia einen Artikel haben. Dieses ist eine Teilliste mit 5 Einträgen von Personen, deren Namen mit den Buchstaben „Stuy“ beginnt.

## Stuy
- Stuy, Heinz (* 1945), niederländischer Fußballspieler

### Stuyv
- Stuyvaert, Modeste (1866–1932), belgischer Mathematiker
- Stuyven, Jasper (* 1992), belgischer Radrennfahrer
- Stuyvesant Vanderbilt, Edith (1873–1958), US-amerikanische Kunstmäzenin, Frauenrechtlerin und High-Society-Lady der New Yorker Gesellschaft
- Stuyvesant, Petrus (1612–1672), niederländischer Gouverneur von Curaçao, Generaldirektor der Kolonie Nieuw NederlandPetrus Stuyvesant (1612–1672)

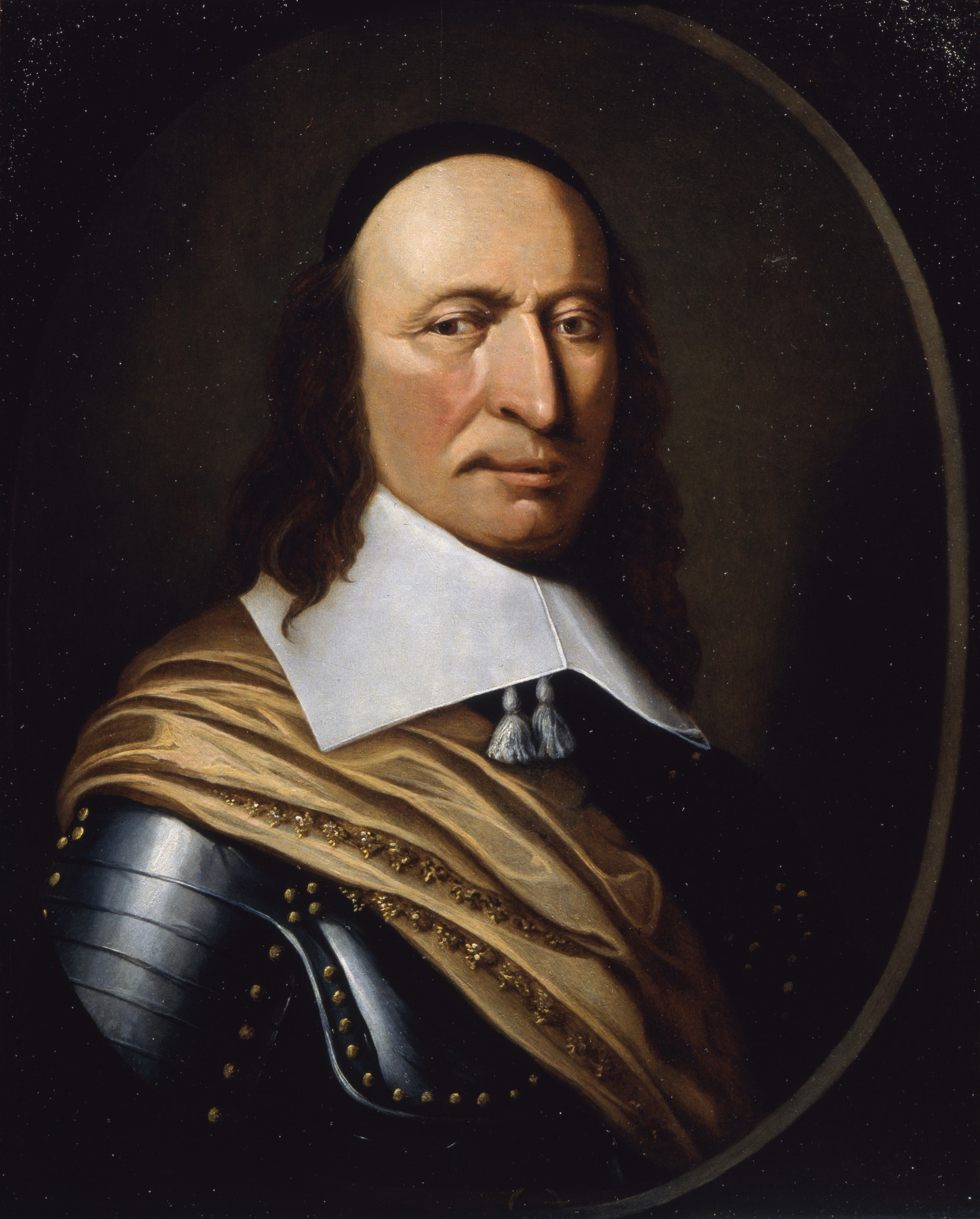
Petrus Stuyvesant (1612–1672)